# Православие в Колумбии

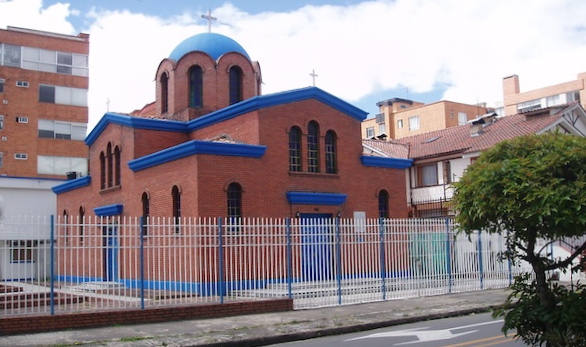
Церковь Успения Пресвятой Богородицы Константинопольского патриархата в Боготе

Православие в Колумбии является немногочисленной конфессией. По данным Православной энциклопедии, в стране насчитывается около 7 тысяч православных. Православная община включает в себя греков, сербов, русских, украинцев, румын, болгар, ливанцев, колумбийцев и др. Приходы в Колумбии, принадлежащие каноническому православию, находятся в юрисдикции Константинопольской, Русской и Сербской православных церквей.
В 1967 году в столице Колумбии Боготе Константинопольский патриархат основал первый православный приход и храм в честь Успения Пресвятой Богородицы. Помимо Боготы, приходы Константинопольской православной церкви, входящие в состав Мексиканской митрополии, действуют в Медельине (святого евангелиста Марка), Кали (святого апостола Андрея Первозванного), Кукуте (святого великомученика Димитрия Солунского), имеются общины в Перейре и Манисалесе.
27 июля 2009 года Священный синод Русской православной церкви постановил принять в юрисдикцию Московского патриархата новообразованный приход во имя преподобного Серафима Саровского в Боготе и включить его в состав Аргентинской и Южноамериканской епархии. Пастырское окормление прихода было поручено протоиерею Александру Горбунову, настоятелю Покровского прихода в Панаме. Часовня во имя преподобного Серафима Саровского и Музей православного искусства расположены в Институте культуры имени Л. Н. Толстого в колумбийской столице. Позднее сформирована православная община во имя Новомучеников и Исповедников Российских в Кали и создан Русский православный центр имени святого Александра Невского в Медельине.
Сербская православная церковь представлена в Колумбии приходом Святой Троицы в Медельине Буэнос-Айресской епархии.